# Ubezpieczenie upraw rolnych
Ubezpieczenie upraw rolnych – ubezpieczenie majątkowe od ryzyka wystąpienia skutków zdarzeń losowych w rolnictwie.

## Ubezpieczenia upraw w Polsce
Ubezpieczenia upraw rolnych i zwierząt gospodarskich od 2006 r. w Polsce są dotowane z budżetu państwa, który subwencjonuje składki na to ubezpieczenie.
Od 1 lipca 2008 r. rolnik, który uzyskał płatności bezpośrednie, w rozumieniu przepisów o płatnościach w ramach systemu wsparcia bezpośredniego, jest obowiązany zawrzeć umowę ubezpieczenia obowiązkowego upraw rolnych co najmniej od jednego ryzyka: powodzi, suszy, gradu, ujemnych skutków przezimowania lub przymrozków wiosennych.
Obowiązkowe ubezpieczenie dotyczy: upraw zbóż, kukurydzy, rzepaku, rzepiku, chmielu, tytoniu, warzyw gruntowych, drzew i krzewów owocowych, truskawek, ziemniaków, buraków cukrowych lub roślin strączkowych, od zasiewu lub wysadzenia do ich zbioru.
Opłata za brak obowiązkowego ubezpieczenia upraw stanowi równowartość 2 euro za 1 hektar nieubezpieczony, obowiązek kontroli spoczywa na wójcie (burmistrzu lub prezydencie), natomiast prawo kontroli przyznano staroście.
Nowelizacja ustawy o ubezpieczeniach upraw rolnych i zwierząt gospodarskich z 2015 roku przewiduje m.in. dofinansowanie budżetu państwa do 65 procent składki ubezpieczenia upraw rolnych i zwierząt gospodarskich. Do ubezpieczeń zostali ponadto włączeni producenci warzyw i owoców z dofinansowaniem składki odpowiednio do 50 procent i do 5 procent sumy ubezpieczenia.